# Something's Gotten Hold of My Heart
"Something's Gotten Hold of My Heart" is een nummer van de Amerikaanse zanger Gene Pitney. Het verscheen niet op een regulier studio-album, maar werd in september 1967 uitgebracht als single. In 1988 zette de Britse zanger Marc Almond een cover op zijn album The Stars We Are. Op 2 januari 1989 verscheen een nieuwe versie met medewerking van Pitney als single. Het nummer gaat over de intense gevoelens van iemand die net verliefd is geworden.
"Something's Gotten Hold of My Heart" is geschreven door Roger Greenaway en Roger Cook en geproduceerd door Stanley Kahan. Het werd in 1967 voor het eerst uitgebracht door het duo David and Jonathan, bestaande uit Greenaway en Cook. Later dat jaar werd het gecoverd door Gene Pitney, die er een grote hit mee scoorde. De single kwam tot de vijfde plaats in de UK Singles Chart en wist ook in Nederland de hitparade te bereiken met een 26e plaats in de Top 40. In Australië kwam het niet verder dan plaats 69, terwijl het in de Verenigde Staten op plaats 130 piekte.

## Versie van Marc Almond & Gene Pitney
"Something's Gotten Hold of My Heart" kende het meeste succes in een versie die werd opgenomen door Marc Almond voor zijn album The Stars We Are uit 1988. Hij wilde het uitbrengen als de derde single van het album, maar tegen die tijd had Pitney deze versie al gehoord en bood hij aan om het nummer opnieuw met hem op te nemen als duet. Deze versie diende als vervanger van de soloversie, die nog wel op de B-kant van de single verscheen. De cover werd een nummer 1-hit in de UK Singles Chart en kwam ook in Duitsland, Finland en Ierland op de eerste plaats terecht. Verder werd in Frankrijk, Nieuw-Zeeland, Oostenrijk en Zweden de top 10 bereikt. In Nederland kwam de single tot de vijfde plaats in zowel de Top 40 als de Nationale Hitparade Top 100, terwijl in Vlaanderen de tweede plaats in de voorloper van de Ultratop 50 werd gehaald.
De bijbehorende videoclip werd opgenomen in Las Vegas. Hierin zijn beide artiesten om en om zingend te zien waarbij ze aan het eind van de clip bij elkaar komen. In de clip is het contrast tussen armoede (steeg met vuilnisbakken) en rijkdom (limousine en casino's) te zien en de zoektocht naar geld en geluk die tekenend is voor deze stad.

## Andere covers
Andere artiesten die "Something's Gotten Hold of My Heart" hebben gecoverd, zijn onder meer Cilla Black, Nick Cave & The Bad Seeds (op het album Kicking Against the Pricks), Allison Durbin, Vicky Leandros (in het Grieks als "To mistiko sou"), Herbert Léonard (in het Frans als "Quelque chose en moi tient mon cœur"), Maro Lytra, Joe McElderry, Garry Mountaine met Olivia Colman (in de film The Lobster), Pate Mustajärvi met Sakari Kuosmanen (in het Fins als "Sydän syrjällään"), Siiri Nordin, Terry Reid, Bic Runga, The Shadows en Window Speaks. Pitney nam zelf ook een Italiaanse versie op met de titel "Uomo, non sai". In Nederland werd een cover van Guys 'n' Dolls uit 1978 een kleine hit: het wist de Top 40 weliswaar niet te bereiken en bleef steken op de zestiende plaats in de Tipparade, maar in de Nationale Hitparade stond het in de week van 2 december wel eenmalig genoteerd op plaats 48.

## Hitnoteringen

### Gene Pitney

#### Nederlandse Top 40
| Hitnotering: 13-01-1968 t/m 10-02-1968 | Hitnotering: 13-01-1968 t/m 10-02-1968 | Hitnotering: 13-01-1968 t/m 10-02-1968 | Hitnotering: 13-01-1968 t/m 10-02-1968 | Hitnotering: 13-01-1968 t/m 10-02-1968 | Hitnotering: 13-01-1968 t/m 10-02-1968 | Hitnotering: 13-01-1968 t/m 10-02-1968 |
| Week                                   | 1                                      | 2                                      | 3                                      | 4                                      | 5                                      |                                        |
| -------------------------------------- | -------------------------------------- | -------------------------------------- | -------------------------------------- | -------------------------------------- | -------------------------------------- | -------------------------------------- |
| Nummer                                 | 39                                     | 33                                     | 27                                     | 26                                     | 31                                     | uit                                    |

#### NPO Radio 2 Top 2000
| Nummer met noteringen in de NPO Radio 2 Top 2000 | '99  | '00 | '01  | '02  | '03  | '04  | '05  | '06  | '07  | '08  | '09  | '10  | '11  |
| ------------------------------------------------ | ---- | --- | ---- | ---- | ---- | ---- | ---- | ---- | ---- | ---- | ---- | ---- | ---- |
| Something's Gotten Hold of My Heart              | 1140 | -   | 1262 | 1357 | 1518 | 1627 | 1788 | 1454 | 1690 | 1587 | 1681 | 1607 | 1527 |

1. ↑  Een '-' betekent dat het nummer niet was genoteerd en een vetgedrukt getal geeft de hoogste notering aan.
2. ↑  Deze tabel is bijgewerkt tot en met de laatste editie (2024).

### Marc Almond & Gene Pitney

#### Nederlandse Top 40
| Hitnotering: 16-10-1971 t/m 11-12-1971 | Hitnotering: 16-10-1971 t/m 11-12-1971 | Hitnotering: 16-10-1971 t/m 11-12-1971 | Hitnotering: 16-10-1971 t/m 11-12-1971 | Hitnotering: 16-10-1971 t/m 11-12-1971 | Hitnotering: 16-10-1971 t/m 11-12-1971 | Hitnotering: 16-10-1971 t/m 11-12-1971 | Hitnotering: 16-10-1971 t/m 11-12-1971 | Hitnotering: 16-10-1971 t/m 11-12-1971 | Hitnotering: 16-10-1971 t/m 11-12-1971 | Hitnotering: 16-10-1971 t/m 11-12-1971 | Hitnotering: 16-10-1971 t/m 11-12-1971 |
| Week                                   | 1                                      | 2                                      | 3                                      | 4                                      | 5                                      | 6                                      | 7                                      | 8                                      | 9                                      | 10                                     |                                        |
| -------------------------------------- | -------------------------------------- | -------------------------------------- | -------------------------------------- | -------------------------------------- | -------------------------------------- | -------------------------------------- | -------------------------------------- | -------------------------------------- | -------------------------------------- | -------------------------------------- | -------------------------------------- |
| Nummer                                 | 17                                     | 10                                     | 6                                      | 5                                      | 5                                      | 8                                      | 14                                     | 20                                     | 31                                     | 39                                     | uit                                    |

#### Nationale Hitparade Top 100
| Hitnotering: 24-12-1988 t/m 01-04-1989 | Hitnotering: 24-12-1988 t/m 01-04-1989 | Hitnotering: 24-12-1988 t/m 01-04-1989 | Hitnotering: 24-12-1988 t/m 01-04-1989 | Hitnotering: 24-12-1988 t/m 01-04-1989 | Hitnotering: 24-12-1988 t/m 01-04-1989 | Hitnotering: 24-12-1988 t/m 01-04-1989 | Hitnotering: 24-12-1988 t/m 01-04-1989 | Hitnotering: 24-12-1988 t/m 01-04-1989 | Hitnotering: 24-12-1988 t/m 01-04-1989 | Hitnotering: 24-12-1988 t/m 01-04-1989 | Hitnotering: 24-12-1988 t/m 01-04-1989 | Hitnotering: 24-12-1988 t/m 01-04-1989 | Hitnotering: 24-12-1988 t/m 01-04-1989 | Hitnotering: 24-12-1988 t/m 01-04-1989 | Hitnotering: 24-12-1988 t/m 01-04-1989 |
| Week                                   | 1                                      | 2                                      | 3                                      | 4                                      | 5                                      | 6                                      | 7                                      | 8                                      | 9                                      | 10                                     | 11                                     | 12                                     | 13                                     | 14                                     |                                        |
| -------------------------------------- | -------------------------------------- | -------------------------------------- | -------------------------------------- | -------------------------------------- | -------------------------------------- | -------------------------------------- | -------------------------------------- | -------------------------------------- | -------------------------------------- | -------------------------------------- | -------------------------------------- | -------------------------------------- | -------------------------------------- | -------------------------------------- | -------------------------------------- |
| Nummer                                 | 99                                     | 62                                     | 17                                     | 7                                      | 5                                      | 7                                      | 10                                     | 15                                     | 18                                     | 27                                     | 39                                     | 60                                     | 71                                     | 95                                     | uit                                    |